# ムーニエの定理
ムーニエの定理(ムーニエのていり、Meusnier's theorem) とは1776年にフランスの数学者ジャン＝バティスト・ムーニエによって提唱され、1785年に論文発表された微分幾何学における定理である。

## 定理
ある曲面において、傾いた平面による截線の曲率半径 {\displaystyle \rho } が既知であるとき、当該曲面の垂直截線の曲率半径 {\displaystyle \rho _{N}} は、垂直截面と傾いた平面とのなす角を {\displaystyle \varphi } とするとき、 
{\displaystyle \rho _{N}={\frac {\rho }{\cos \varphi }}}
と求められることを主張するものである。

## 応用
地球を赤道半径 {\displaystyle a}、離心率 {\displaystyle e} である扁球と見立てるとき、地理緯度 {\displaystyle \varphi } における緯線が形成する円（平行圏）の曲率半径 {\displaystyle \rho } は、楕円の幾何学的性質から容易に
{\displaystyle \rho ={\frac {a\cos \varphi }{\sqrt {1-e^{2}\sin ^{2}\varphi }}}}
であることが示される。ここで、地理緯度は平行圏と卯酉線を含む平面とのなす角に他ならないから、ムーニエの定理を利用して、卯酉線曲率半径 {\displaystyle N_{\varphi }}を
{\displaystyle N_{\varphi }=\rho _{N}={\frac {\rho }{\cos \varphi }}={\frac {a}{\sqrt {1-e^{2}\sin ^{2}\varphi }}}}
と求めることができる。